# Таїтянська Вікіпедія
Таїтянська Вікіпедія (таїт. Vitipetia) — розділ Вікіпедії таїтянською мовою. Створена у 2004 році. Таїтянська Вікіпедія станом на 26 березня 2025 року містить 1222 статті, 8104 зареєстрованих користувачів, 16 активних дописувачів, 1 адміністратора
. Загальна кількість сторінок в таїтянській Вікіпедії — 3023, редагувань — 53 692, мультимедійні файли відсутні
. Глибина (рівень розвитку мовного розділу) таїтянської Вікіпедії середня і становить 38.6 пунктів
. 

## Історія
- Березень 2014 — створена 1 000-на стаття[3].